# 桂南喬
桂 南喬（かつら なんきょう、1947年8月7日 - ）は、東京都中野区出身の落語家。落語協会所属。出囃子∶『吉原雀』。紋∶「丸に剣かたばみ」。本名：末吉 豊比古。

## 経歴
1963年1月、三代目三遊亭金馬に入門。前座名は三遊亭ゆたか。翌年1月21日、東京有楽町の東宝名人会にて初高座。演目は「寿限無」。1965年2月に三代目金馬が死去したため、兄弟子の二代目桂小南門下に移籍、桂ゆたかに改名。同時に、落語芸術協会に加入 する。
1967年10月に二ツ目昇進、南笑に改名。
1977年3月に真打昇進し、南喬と改名。1984年に桂文朝、桂文生、文生の弟子桂きん治と共に落語協会の五代目柳家小さん門下へ移る。

## 芸歴
- 1963年 - 三代目三遊亭金馬に入門、前座名「三遊亭ゆたか」。
- 1965年 - 師匠の金馬が死去したため、二代目桂小南門下へ移籍し「桂ゆたか」と改名。
- 1967年 - 二ツ目昇進、「南笑」と改名。
- 1977年 - 真打昇進、「南喬」と改名。
- 1986年 - 落語協会・五代目柳家小さん門下へ移籍。

## 得意ネタ
- 「富士詣り」などの長屋物、与太郎物、粗忽物[1][注釈 1]。

## 主な受賞
- 1972年 - NHK新人落語コンクール優秀賞[1]
- 1999年 - 文化庁芸術祭大賞[1]

## 人物
年に2回行われる独演会「桂南喬ひとりっきり会」を行っている。NHK教育テレビの「てれび絵本 えほん寄席」にも出演。
趣味は自転車（サイクリング）、将棋。ロードレースを趣味とする六代目柳家つば女がリーダーを務めた「落洒会」の会員であった。アラスカ州アンカレジで落車してケガをし、現地で数日入院した経験がある。
師匠の三遊亭金馬に、趣味の釣りの伴を言いつけられたものの、ミミズが苦手と言って断ったことがある。

## 弟子

### 廃業
- 桂南坊

## 音声・映像メディア
レコードとCD（コンパクトディスク）がCBSソニーから、CDがキングレコードから発売されている。
映像では、NHK教育テレビで放映された番組「てれび絵本」の人気コーナー「えほん寄席」がDVD化されており、
- 『えほん寄席 滋養強壮の巻』NHKエデュケーショナル、2007年12月。ASIN B000W7N15W。
- 『えほん寄席 鮮度抜群の巻』NHKエデュケーショナル、2007年12月。ASIN B000W7N166。

に出演している。
DVD付書籍では、
- 『落語のいき 第2巻 食と旅噺編』小学館〈小学館DVD BOOK〉、2009年3月。ISBN 978-4-09-480382-2。

に出演している。

## 著作
- 山本志乃、石井正己、江原絢子、原田信男ら 著、旅の文化研究所 編『落語にみる江戸の食文化』河出書房新社、2000年2月。ISBN 4309242243。

に収載された「落語での『飲み食い』の演じ方」を執筆している。